# Gare d'Ashcroft
Pour les articles homonymes, voir Ashcroft (homonymie).
La gare d'Ashcroft dans le village d'Ashcroft en Colombie-Britannique est desservie par Via Rail Canada. C'est une gare sans personnel. Il y a trois trains par semaine, dans chaque direction.